# دانا کرن
دانا کرن (انگلیسی: Donna Karan؛ زادهٔ ۲ اکتبر ۱۹۴۸) طراح مد اهل ایالات متحده آمریکا و بنیانگذار برندهای دانا کرن نیویورک و دی‌کی‌ان‌وای است. وی در سال ۲۰۰۴ میلادی مفتخر به دریافت جایزهٔ «یک عمر دستاورد» را از سوی انجمن طراحان مد آمریکا شد.